# 温泉村 (宮城県)
温泉村（おんせんむら）は、大正10年（1921年）まで宮城県玉造郡の西部にあった村。現在の大崎市鳴子温泉にあたる。

## 地理
- 河川：江合川

## 沿革
- 明治22年（1889年）4月1日 - 町村制施行にともない、鳴子村・大口村・名生定村の計3か村が合併して温泉村が発足。
- 大正10年（1921年）4月10日 - 温泉村を廃止。旧鳴子村域が鳴子町に、旧大口・名生定村域が川渡村となる。

## 行政
- 歴代村長

| 代 | 氏名           | 就任                      | 退任                      | 備考 |
| -- | -------------- | ------------------------- | ------------------------- | ---- |
| 1  | 遊佐正右ェ門   | 明治22年（1889年）4月22日 | 明治24年（1891年）4月20日 |      |
| 2  | 浜田矩介       | 明治25年（1892年）7月20日 | 明治26年（1893年）7月27日 |      |
| 3  | 片倉利惣太     | 明治26年（1893年）8月5日  | 明治28年（1895年）1月5日  |      |
| 4  | 菅原東吾       | 明治32年（1899年）1月22日 | 明治35年（1902年）10月8日 |      |
| 5  | 吉田庄吉       | 明治36年（1903年）7月9日  | 明治39年（1906年）3月30日 |      |
| 6  | 藤島吉郎右衛門 | 明治42年（1909年）4月25日 | 大正2年（1913年）6月16日  |      |
| 7  | 鈴木斉         | 大正3年（1914年）4月22日  | 大正4年（1915年）11月9日  |      |
| 8  | 高橋繁三郎     | 大正4年（1915年）11月10日 | 大正8年（1919年）9月29日  |      |
| 9  | 高橋新治郎     | 大正9年（1920年）3月4日   | 大正10年（1921年）4月9日  |      |

## 交通

### 鉄道
- 鉄道省営陸羽東線：中山平駅 - 鳴子駅 - 川渡駅